# Microscop electronic de transmisie

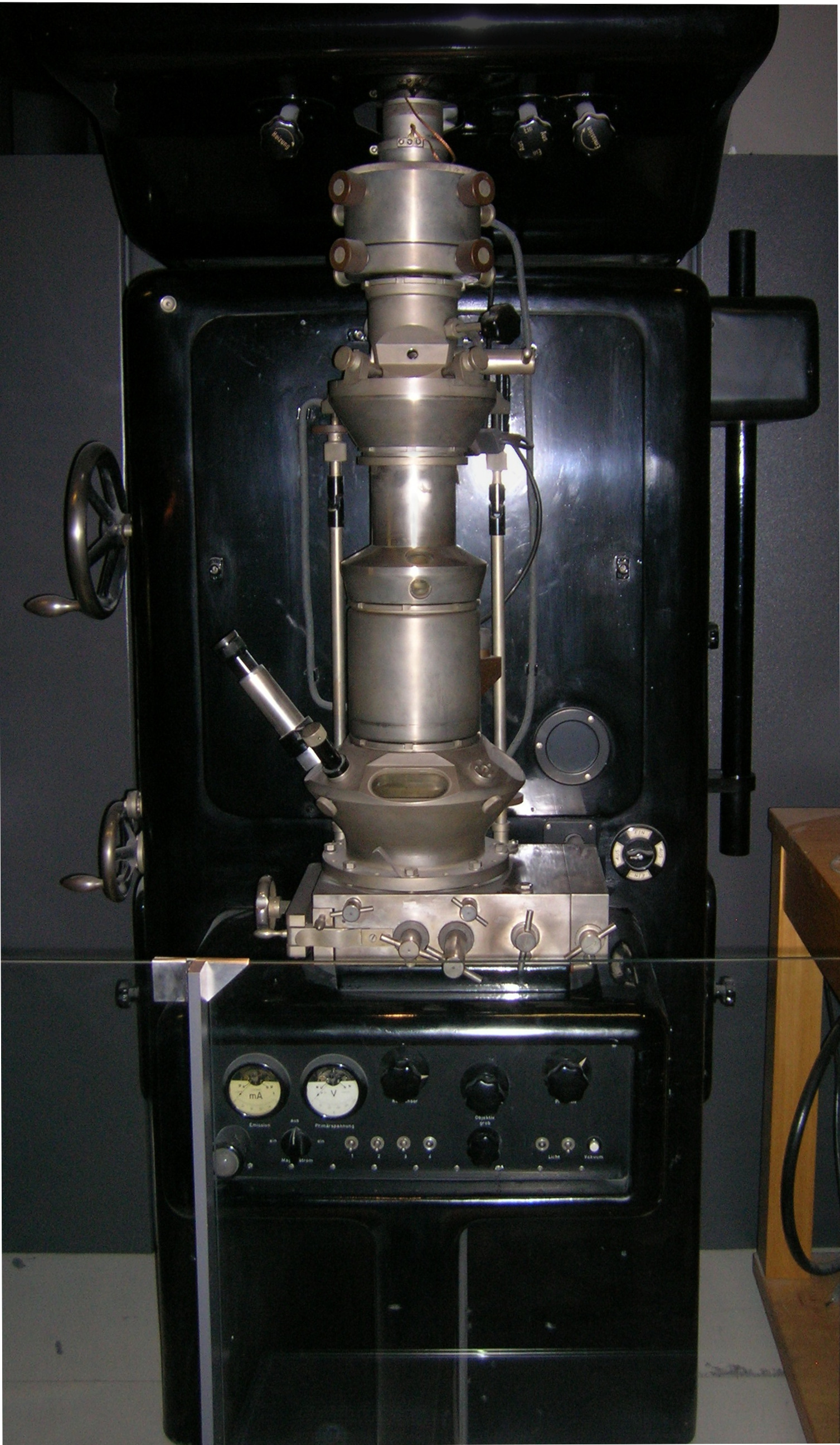
Primul TEM

Microscopul electronic de transmisie (TEM, din engleză transmission electron microscope) este un tip de microscop electronic în care imaginea unei probe este produsă ca urmare a transmiterii unui fascicul de electroni prin probă. De cele mai multe ori, proba este o secțiune ultrafină, cu grosime mai mică de 100 nm sau o suspensie plasată pe un grilaj de dimensiune mică. Imaginea se formează ca urmare a interacțiunii dintre electroni și probă, pe măsură de fasciculul trece prin probă. Imaginea este mărită și focalizată pe un ecran fluorescent, pe un film fotografic sau pe un senzor, precum un scintilator.
Primul TEM a fost propus de Max Knoll și Ernst Ruska în anul 1931, iar primul microscop de acest fel cu o rezoluție mai mare decât a celui optic a fost dezvoltat în 1933. Primul TEM disponibil comercial a fost lansat în 1939. În 1986, Ruska a primit Premiul Nobel pentru Fizică pentru dezvoltarea tehnicii de microscopie electronică de transmisie.